# Flabellina evelinae
Espèce
Flabellina evelinae est une espèce de mollusques nudibranches de la famille des Flabellinidés. Elle est décrite à partir d'un holotype collecté au Nigeria.

## Étymologie
Son nom spécifique, evelinae, lui a été donné en l'honneur d'Eveline Marcus.

## Publication originale
- (en) Malcolm Edmunds, « Flabellina evelinae, a new species of eolid mollusc from Nigeria », Boletim de Zoologia, Universidade de São Paulo, vol. 10,‎ 1989, p. 153-158 (lire en ligne)